# Чжан Цзюнь (дипломат)
Чжан Цзюнь (кит.: 张军; 1960) — китайський дипломат. Постійний представник Китаю при Організації Об'єднаних Націй (з 30 липня 2019).

## Життєпис
Народився у серпні 1960 року в провінції Цзілінь. Отримав ступінь бакалавра права в Університеті Цзилінь у Китаї та ступінь магістра права в Університеті Галла у Великій Британії.
У 1984—1988 рр. співробітник Департаменту міжнародних справ Міністерства закордонних справ Китайської Народної Республіки
У 1988—1990 рр. аташе Генерального апарату Міністерства закордонних справ
У 1990—1990 рр. аташе, третій секретар Департаменту міжнародних справ Міністерства закордонних справ
У 1990—1994 рр. третій секретар і другий секретар Постійного представництва при Організації Об'єднаних Націй
У 1994—1999 рр. другий секретар, заступник начальника відділу, начальник відділу Міжнародного департаменту МЗС КНР.
У 1999—2000 рр. радник Департаменту міжнародних справ Міністерства закордонних справ
У 2000—2002 рр. Заступник директора Керівного комітету зони економічного та технологічного розвитку Нінбо, провінція Чжецзян
У 2002—2004 рр. Заступник генерального директора Міжнародного департаменту Міністерства закордонних справ
У 2004—2007 рр. секретар Генерального апарату Державної ради
У 2007—2012 рр. Надзвичайний і Повноважний Посол Китайської Народної Республіки в Королівстві Нідерландів та постійним представником при Організації із заборони хімічної зброї.
У 2012—2018 рр. генеральний директор Департаменту міжнародної економіки Міністерства закордонних справ
У 2018—2019 рр. помічник міністра закордонних справ
З 30 липня 2019 року — Постійний представник Китаю при Організації Об'єднаних Націй, Надзвичайний і Повноважний Посол
У березні 2020 року він став президентом Ради безпеки ООН